# آرش مجیدی
آرش مجیدی (زادهٔ ۷ اردیبهشت ۱۳۵۳) بازیگر اهل ایران است. مدرک تحصیلی وی کارشناسی ادبیات نمایشی است.
او به عنوان فرزند اول خانواده در شهرستان آباده استان فارس به دنیا آمد، پدرش کارمند ذوب آهن بخش متالوژی و مادرش معلم بود. مجیدی فارغ‌التحصیل لیسانس رشته ادبیات نمایشی می‌باشد که از با تئاتر در شیراز کار خود را شروع کرد که به جایزه بهترین بازیگر استان هم رسید و سپس به بازیگری در قاب تلویزیون و پرده سینما راه یافت. او اولین بار سال ۱۳۷۷ در ۲۴ سالگی با فیلم شوکران جلوی دوربین رفت. در سال ۱۳۸۱ در فیلم گاوخونی به عنوان بازیگر و برنامه‌ریز حضور داشت. با سریال رستگاران سال ۱۳۸۷ در نقش یک پلیس چهره شد و در سال ۱۳۸۹ با سریال ارمغان تاریکی به شهرت رسید.

## فیلم‌شناسی

### سینما
| سال  | نام فیلم                   | نقش            | کارگردان                   |
| ---- | -------------------------- | -------------- | -------------------------- |
| ۱۳۹۴ | خانه‌ای در خیابان چهل و یکم | فرهاد          | حمیدرضا قربانی             |
| ۱۳۹۳ | روباه                      | کامرانی        | بهروز افخمی                |
| ۱۳۹۲ | چند روز بیشتر              | سامان          | پریسا گرگین                |
| ۱۳۹۱ | سربه‌مهر                    | حامد           | هادی مقدم دوست             |
| ۱۳۹۱ | یوسف هور                   | شهید علی هاشمی | علی اصغر شادروان           |
| ۱۳۹۰ | سپیده                      | علیرضا         | روح‌الله حجازی              |
| ۱۳۸۷ | دلایل اصلی                 |                | کاظم معصومی                |
| ۱۳۸۷ | سایه‌های آرزو               |                | ابراهیم سلطانی فر          |
| ۱۳۸۳ | شبانه                      |                | امید بنکدار کیوان علیمحمدی |
| ۱۳۸۱ | گاوخونی                    |                | بهروز افخمی                |
| ۱۳۷۷ | شوکران                     |                | بهروز افخمی                |

### تلویزیون
۱۳۸۵
فیلم داستانی "گذر"
کارگردان:یاسر طالبی
تهیه‌کننده:محمود کیانی، حسین پرتوی
(شبکه استانی طبرستان، مازندران)

| سال       | نام مجموعه            | نقش                         | کارگردان               | پخش از     |
| --------- | --------------------- | --------------------------- | ---------------------- | ---------- |
| ۱۴۰۳      | تانک خورها            | هاشم                        | پرویز شیخ‌طادی          | شبکه ۳     |
| ۱۴۰۱      | شهباز                 | حسام                        | حمیدرضا لوافی          | شبکه تهران |
| ۱۴۰۰      | احضار                 | فرهاد حیدری                 | علیرضا افخمی           | شبکه ۱     |
| ۱۳۹۹      | سرباز                 | یحیی ریاحی                  | هادی مقدم‌دوست          | شبکه ۳     |
| ۱۳۹۷      | زندگی از نو           |                             | علی محمد قاسمی         | شبکه تهران |
| ۱۳۹۷–۱۳۹۶ | دلدادگان              | مالک پورسلیم                | منوچهر هادی            | شبکه ۳     |
| ۱۳۹۶–۱۳۸۷ | سرزمین مادری          | رهی اردکانی                 | کمال تبریزی            | شبکه ۳     |
| ۱۳۹۳      | پازل                  | مرتضی                       | ابراهیم شیبانی         | شبکه ۱     |
| ۱۳۹۳      | رنگ شک                | امجد                        | فریبرز عرب نیا         | شبکه ۳     |
| ۱۳۹۲      | جلال‌الدین             | جلال‌الدین خوارزمشاه         | شهرام اسدی آرش معیریان | شبکه ۱     |
| ۱۳۹۰      | شیدایی                | یحیی عطارزاده               | محمدمهدی عسگرپور       | شبکه ۳     |
| ۱۳۸۹      | ارمغان تاریکی         | مجید                        | جلیل سامان             | شبکه ۳     |
| ۱۳۸۹      | زیر هشت               | عادل نایب (پسر پهلوان نایب) | سیروس مقدم             | شبکه ۱     |
| ۱۳۸۸      | رستگاران              | جناب سروان صادقی            | سیروس مقدم             | شبکه ۳     |
| ۱۳۸۵      | آخرین گناه            | بهرام                       | حسین سهیلی زاده        | شبکه ۲     |
| ۱۳۸۴      | و خداوند عشق را آفرید |                             | مسعود شاه‌محمدی         | شبکه ۳     |
| ۱۳۸۳      | من یک مستأجرم         | نوری                        | پریسا بخت‌آور           | شبکه ۳     |
| ۱۳۸۲      | راز شیوا              |                             | پرویز حسن پور          | شبکه ۳     |

### تئاتر
| سال  | نام نمایش                      | کارگردان      |
| ---- | ------------------------------ | ------------- |
| ۱۳۹۴ | مردگان بی‌کفن‌ودفن               | منوچهر هادی   |
| ۱۳۹۴ | سرم رفت، چقدر نبودنت جیغ می‌زند | سجاد داغستانی |

## جوایز
آرش مجیدی با بازی در مجموعهٔ ارمغان تاریکی برندهٔ جایزهٔ بهترین بازیگر نقش اول مرد از سومین جشنواره جام جم سیما شد.